# Хену
| V28 | M2 · W24 | HASH |

| V28 | M2 · W24 | HASH |

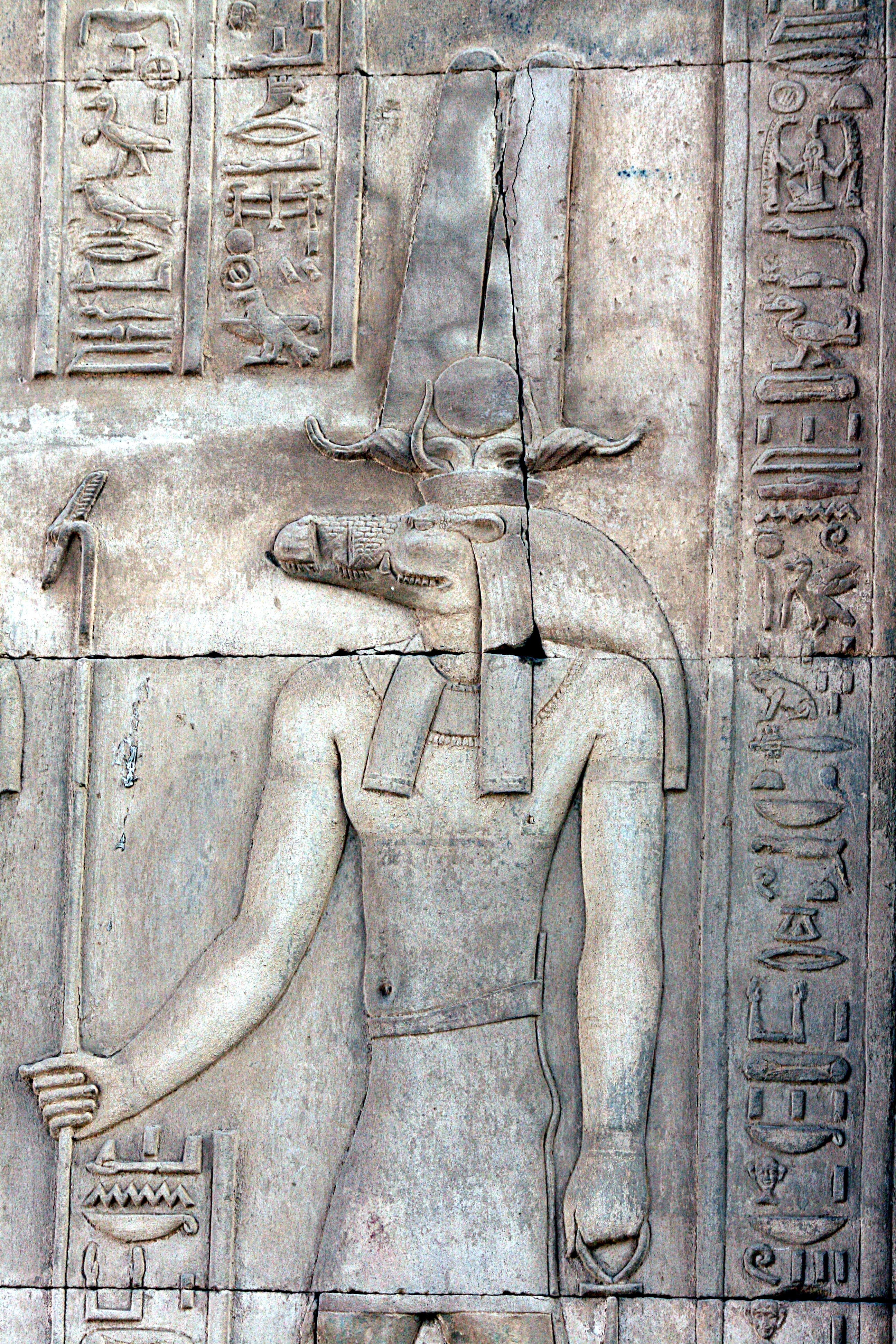
Себек в короне хену.

Хену — древнеегипетская корона. Хену состоит из двух высоких страусиных перьев (как в короне Амона) у основания которых находится солнечный диск, закрепляемый одной из пар рогов, другая пара спирально закрученных рогов разветвлялась у основания в противоположные стороны от короны. По обе стороны от перьев могут быть два урея. Вся конструкция короны крепилась на специальной платформе.
Подобную корону надевали поверх трёхчастного парика. Перья олицетворяют истину, справедливость и баланс, также они являются символом двуединства Египта. Бараньи рога являлись символом бога солнца Амона, создателя всего живого Хнума и лунного бога Яха. 
Корону хену носили такие боги, как покровитель города Бусириса Анеджти, до тех пор пока культ Осириса не вытеснил его. Также подобную корону носил Себек и некоторые другие боги.
До наших времён не дошло ни одного сохранившегося экземпляра короны хену.

## Мифологический контекст
В Древнем Египте корона хену была атрибутом различных царей (фараонов), в том числе Хатшепсут, Рамзеса II и Сети I, рельефное изображение которого можно увидеть на западной стене второго гипостильного зала в абидосском поминальном храме; он изображен в момент коронации, с короной хену, преклонившим колени перед Амоном-Ра, чтобы тот провозгласил его законным царем Египта.
Божества также изображались с короной хену, например, Гор Бехдетский, Вадж-Теп и Осирис, который в период Нового Царства изображался в виде мумии с крюкообразным посохом и бичом в руках; вместо головы Осириса изображался столб джед, увенчанный короной хену.
Значение короны хену точно не выяснено. Поскольку в многочисленных источниках она упоминается рядом с "утренним домом", корона хену могла быть связана с восходом солнца и символизировать ежедневное возрождение. Можно также рассматривать корону хену как символ царского ритуала очищения, проводимого прежде, чем фараон или представляющий его жрец войдет в передний зал храма, чтобы вступить в контакт с богами.